# 주한 몽골 대사관
주한 몽골 대사관(몽골어: Монгол Улсаас Бүгд Найрамдах Солонгос Улсад суугаа Элчин сайдын яам)은 몽골 정부가 대한민국에 설치된 대사관이다. 대사는 페렌레이 우르진룬데브이며, 주부산 몽골 영사관을 산하로 둔다.

## 역사
- 1990년 3월 1일 : 외교 관계 수립
- 1991년 2월 1일 : 대사관 개설

## 주요 업무
주요 업무로는 대한민국 정부와의 외교 및 교섭, 양국 사이에 걸친 경제통상 진흥, 재외국민 등록 등의 일반 영사 사무는 물론 대한민국에 거주하는 몽골 국민의 여권 발권, 몽골 여행객에 대한 비자 발급, 자국 제품의 수출 진흥 및 국가 홍보 등을 목적으로 맡는다.

## 관할 구역
2016년을 기해 주부산 몽골 영사관이 개관하게 됨에 따라 영사 관련 관할 구역이 일부 조정되었으며, 관할하고 있는 곳은 다음과 같다.
- 서울특별시
- 경기도
- 강원특별자치도
- 인천광역시
- 대전광역시
- 충청북도
- 충청남도
- 세종특별자치시
- 전북특별자치도
- 제주특별자치도

## 같이 보기
- 주부산 몽골 영사관
- 주몽골 대한민국 대사관
- 몽골의 대외 관계
- 대한민국-몽골 관계